# Anikó Ducza
Anikó Ducza-Jánosi (Budapest, 8 agosto 1942) è un'ex ginnasta ungherese.

## Palmarès

### Olimpiadi
- 1 medaglia: 
  - 1 bronzo (Tokyo 1964 nel corpo libero)

### Mondiali
- 1 medaglia:
  - 1 bronzo (Praga 1962 nella trave)